# Lissonota albopicta
Lissonota albopicta är en stekelart som beskrevs av Smith 1878. Lissonota albopicta ingår i släktet Lissonota och familjen brokparasitsteklar. Inga underarter finns listade i Catalogue of Life.